# Tepuy

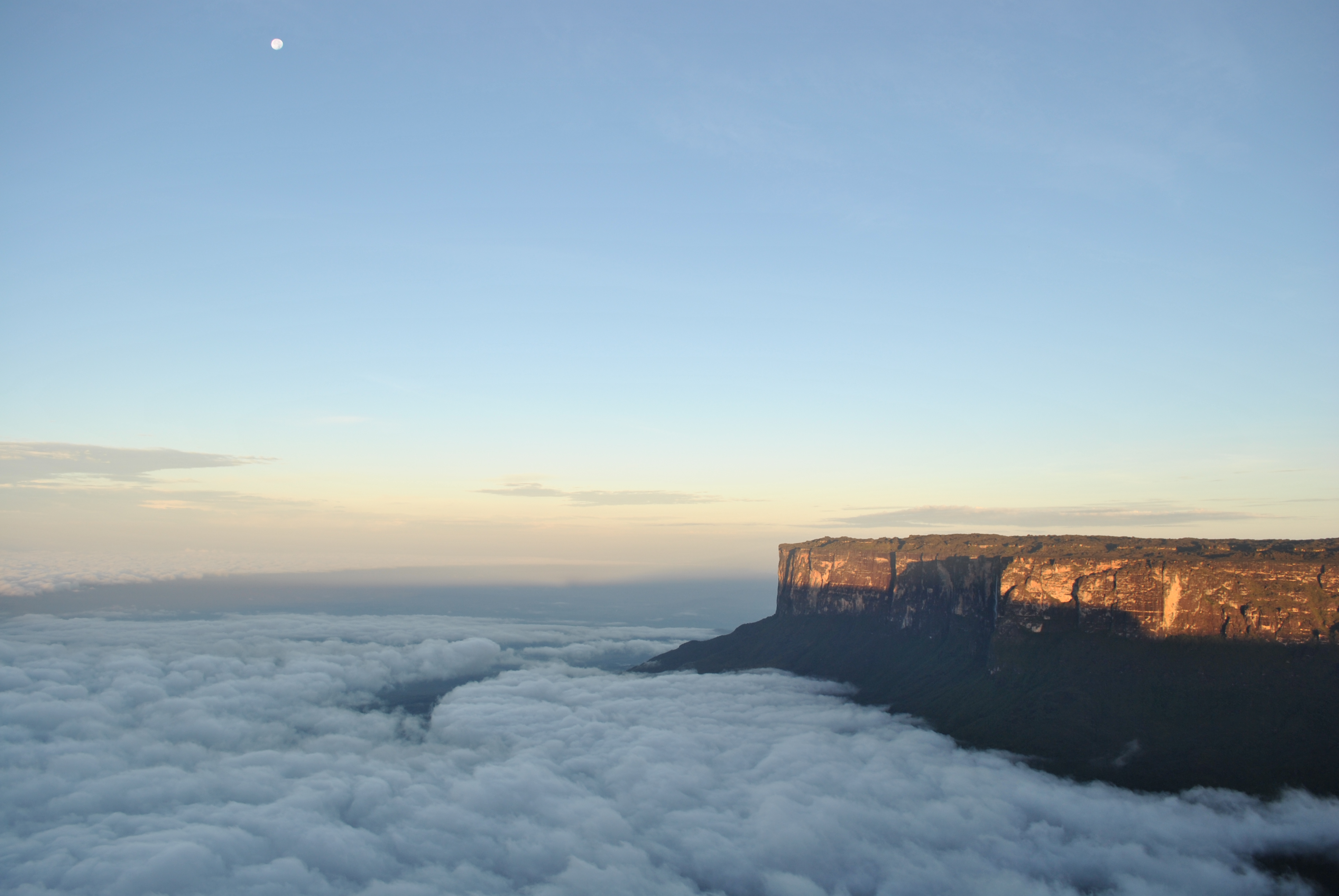
Vista del Kukenan Tepui, Venezuela

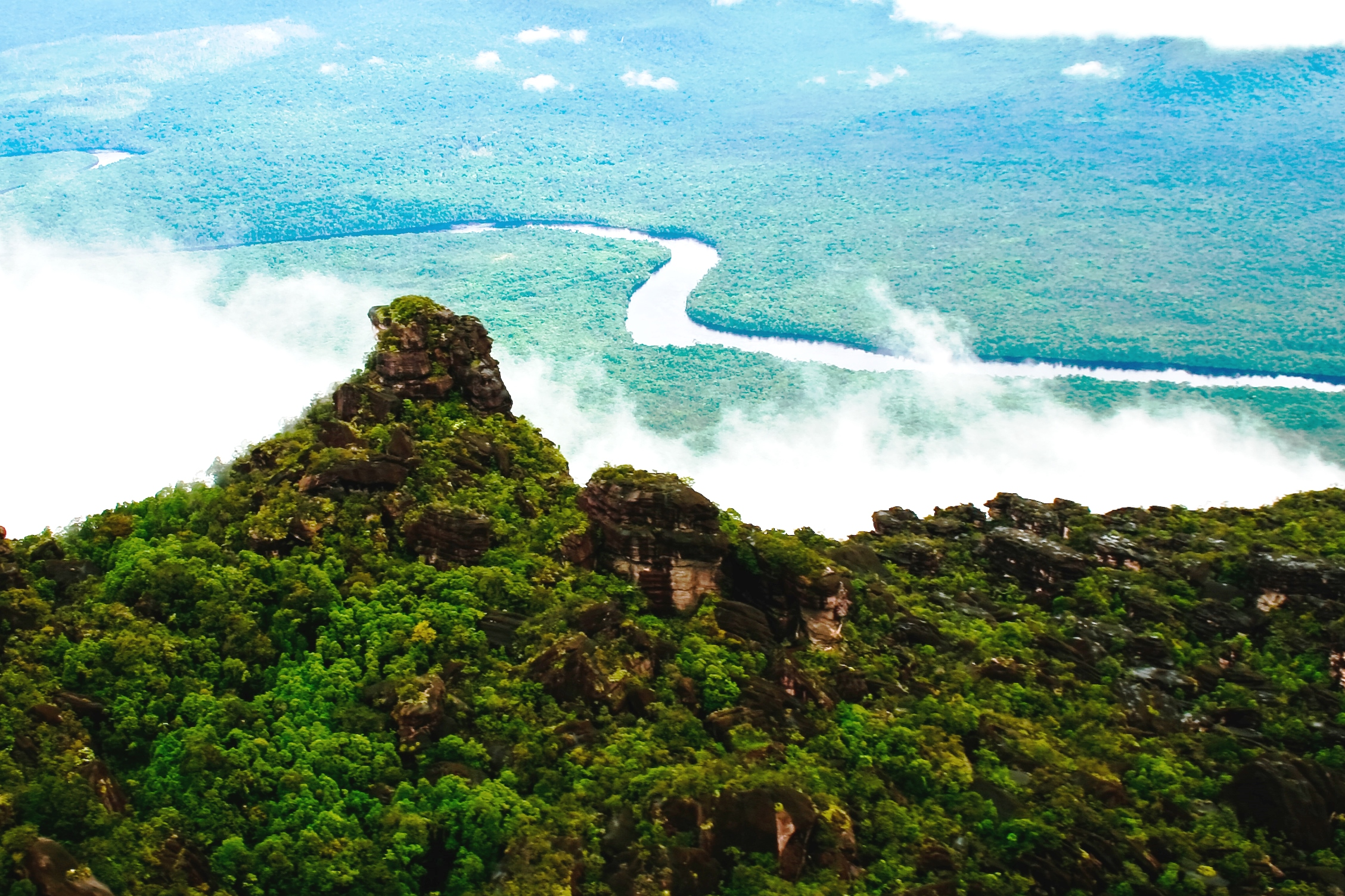
Vista de la floresta amazónica venezolana desde la cima de un tepui

El tepuy es una clase de meseta especialmente abrupta, con paredes verticales y cimas relativamente planas (aunque no en todos los casos) característica del escudo guayanés, principalmente en la zona de la Gran Sabana venezolana. Suele estar compuesto de cuarcitas y areniscas con algunos lechos delgados de pizarra. Igualmente es posible encontrar estas singulares formaciones en menores cantidades y tamaños en el límite con los países vecinos como Colombia, Guyana y Brasil. 
Estas montañas son las formaciones expuestas más antiguas en el planeta; su origen data del Precámbrico. Son un complejo entre la frontera norte del río Amazonas y el Orinoco, entre la costa Atlántica y el río Negro. A lo largo del curso de la historia de la Tierra, la meseta se erosionó, y se formaron los tepuyes.
Su nombre proviene de una voz del idioma indígena pemón, que significa montaña o morada de los dioses. Los tepuyes tienden a estar individualmente aislados en vez de formar parte de una cadena común. Esta característica frecuentemente los hace ser el ambiente en donde se desarrollan formas evolutivas únicas tanto animales como vegetales.  Actualmente los tepuyes están protegidos por las leyes venezolanas bajo la figura de monumentos naturales y solo a algunos de ellos está permitido el ascenso. Sobre las cimas de estos tepuyes nacen ríos y gigantescas cataratas, siendo la más conocida el Salto Ángel, la cascada más alta del mundo. El escritor escocés Arthur Conan Doyle imaginó en su novela El mundo perdido que sus cimas eran el hábitat de enormes dinosaurios.

## Toponimia

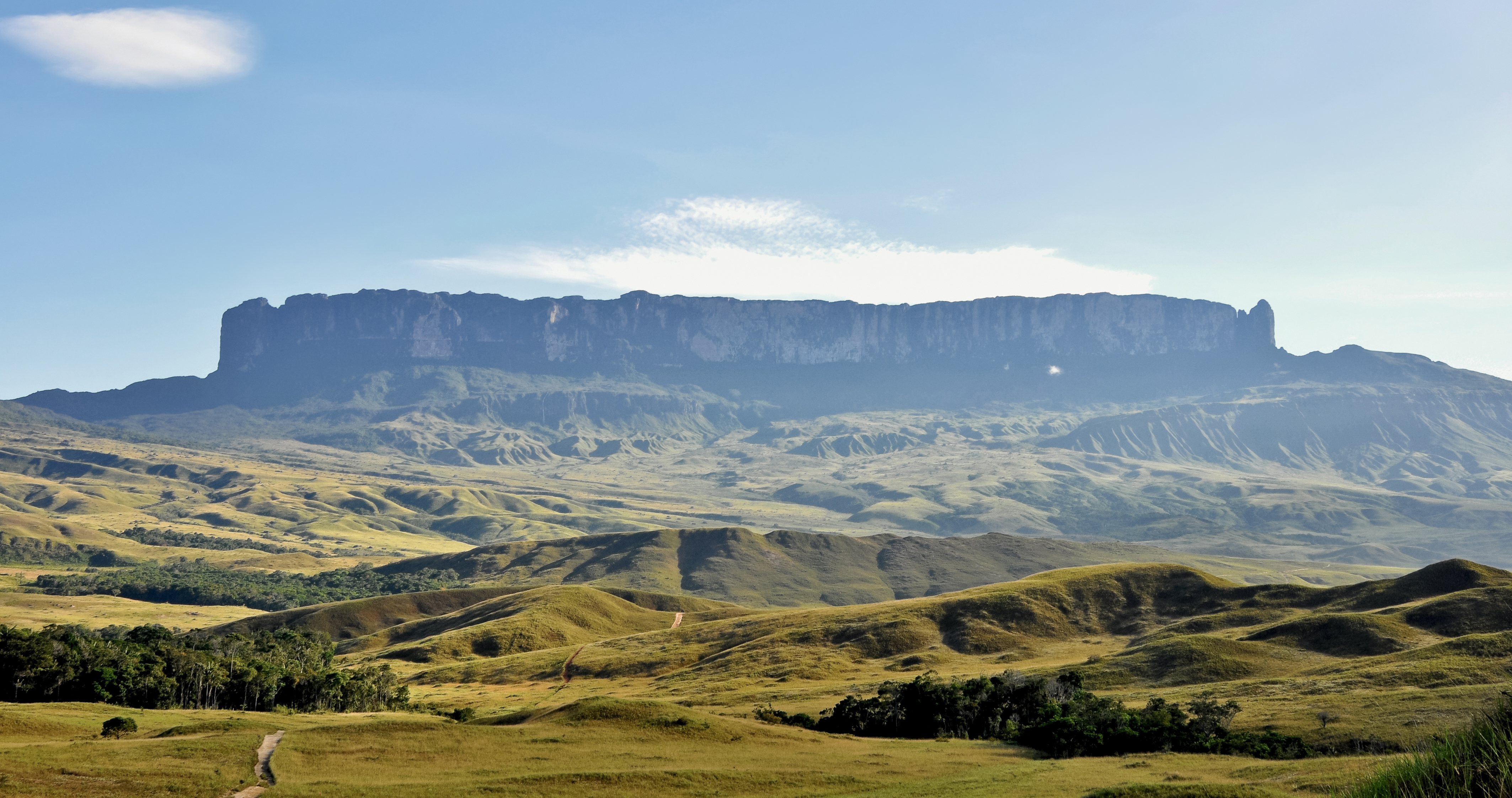
Tepuy Roraima

La palabra tepuy proviene de una voz del idioma indígena pemón, que significa montaña. Otras fuentes la traducen como morada de los dioses.

## Generalidades

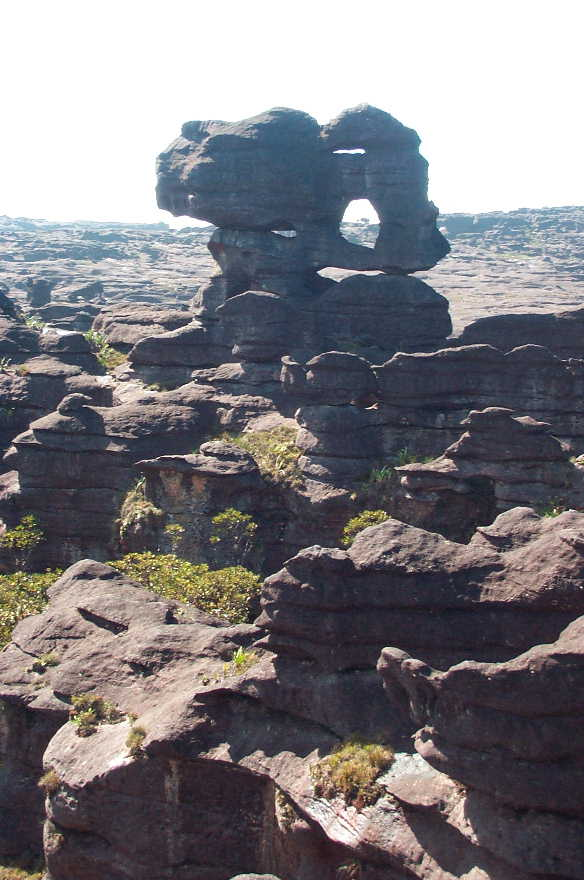
La meseta del monte Roraima (Venezuela). La peculiar formación rocosa es causada por la erosión

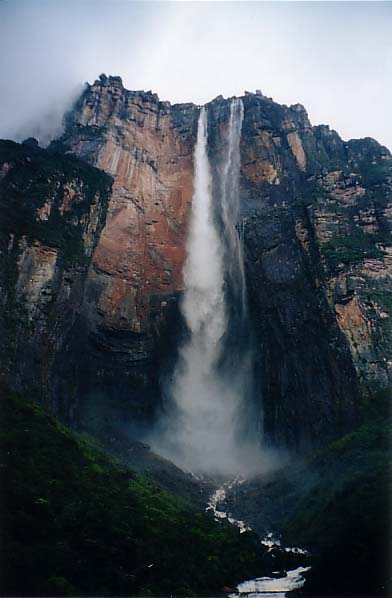
El salto Ángel, la caída de agua más alta del mundo, con una altura de 979 m

Gran número de estas formaciones reúnen características excepcionales como paredes inusualmente verticales y cimas planas. Compuestas principalmente por areniscas, son geológicamente hablando las estructuras emergidas más antiguas del planeta, provenientes del Arcaico, entre unos dos y cuatro mil millones de años de antigüedad. Como resulta lógico, en estas formaciones no se encuentran restos fósiles de animales o plantas, los cuales aparecieron sobre las tierras emergidas mucho después. 
Se trata de los restos de una cobertura sedimentaria de cuarzo que alguna vez cubrió el complejo granítico ubicado entre el borde norte de la cuenca del río Amazonas y el río Orinoco, y entre la costa del Atlántico y el río Negro (Amazonas). La erosión producida durante eones desmanteló parte de dicha cobertura, formando estos grandes bloques aislados en donde el proceso de desgaste era menos intenso por estar formada por un sinclinal, es decir, la parte cóncava de un plegamiento, que queda siempre protegida por los sedimentos procedentes de los flancos a mayor altura.
Orográficamente se caracteriza por estar formada por una amplia meseta, con un relieve ligeramente ondulado, pero con bordes bastante abruptos. La carretera de El Dorado a Santa Elena de Uairén pasa de los 200 m de altitud hasta los 1500 m en menos de 30 km, en un lugar apropiadamente denominado La Escalera, como puede verse en la imagen de La Piedra de La Virgen. 
Su condición de sabana no se debe a su clima (que es suficientemente lluvioso para sustentar una vegetación de selva), sino a la constitución rocosa y arenosa de los suelos, aunque pueden observarse manchas de selva en algunas depresiones y, sobre todo, selvas de galería junto a los ríos. Conforman una clase de mesetas típicas de las Guayanas, las cuales, en la Gran Sabana, alcanzan su máxima altitud en el Tepuy Roraima, con 2800 m sobre el nivel del mar.
Entre los tepuyes más conocidos se encuentran el Autana, el Pico da Neblina (el más alto de todos, en Brasil, que es además el punto más elevado de este país). Se debe destacar que el origen de la palabra «Roraima» no está bien definido. Los primeros exploradores en el área encontraron que muchos pemones locales se referían a esta montaña como «la madre de todas las aguas», nombre muy apropiado debido a que desde su cima caen numerosas cascadas de agua, las cuales son la fuente de los ríos Orinoco, Esequibo y Amazonas. Su nombre se deriva de dos palabras en la lengua pemón: Roro-Ima: Roro: Verde-Azulado, Ima: Gran. Por lo tanto, Roraima en pemón significa Gran Verde-Azulado, el Kukenan (desde donde cae la 2.ª o 10.ª catarata más alta del mundo - Salto Kukenan), y Sarisariñama (con la fosa de hundimiento más grande del mundo).
En Venezuela, donde la abundancia de estas formas es mayor, existen alrededor de 115 tepuyes en la Gran Sabana del sureste, en el borde con el Territorio Esequibo y Brasil. En Venezuela, el más conocido es el Auyantepui, el mayor de todos ellos —con 700 km² y un pico de casi 3000 m—, de cuya cima se precipita la cascada más alta del mundo, el Salto Ángel. Alcanzó fama internacional en 1935 cuando la gran cascada fue dada a conocer por el piloto estadounidense Jimmy Angel —aunque había sido descubierta anteriormente por Félix Cardona Puig—, que dos años más tarde se estrelló con su avioneta en la cima, el Roraima.
Frecuentemente superan los 1000 m de desnivel con respecto a la jungla circundante. En la cima de estas estructuras la erosión ha creado extrañas formaciones laberínticas. Otro número importante de mesas se encuentra en el parque nacional Canaima en Venezuela, que ha sido clasificado como Patrimonio de la Humanidad por las Naciones Unidas (Unesco).

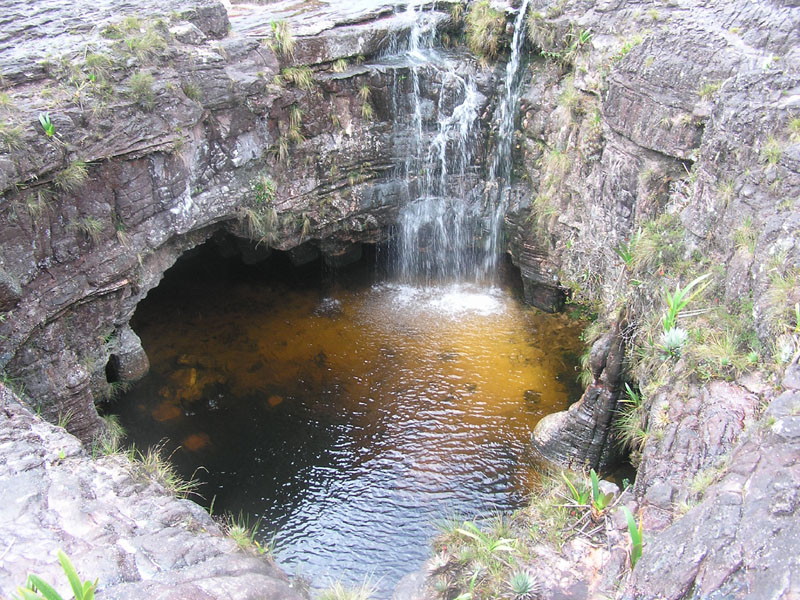
Un foso, en el monte Roraima

La mayoría de los tepuyes (más de un 85 %) están en Venezuela. Un ejemplo sería el monte Roraima, que está dividido de la siguiente manera: un 85 % en territorio venezolano, un 10 % en Brasil y un 5 % en el Esequibo. La misma situación sucede con el pico da Neblina (está dividido entre Venezuela y Brasil y es la altura más alta del último); en la mayoría de los casos sucede lo mismo.

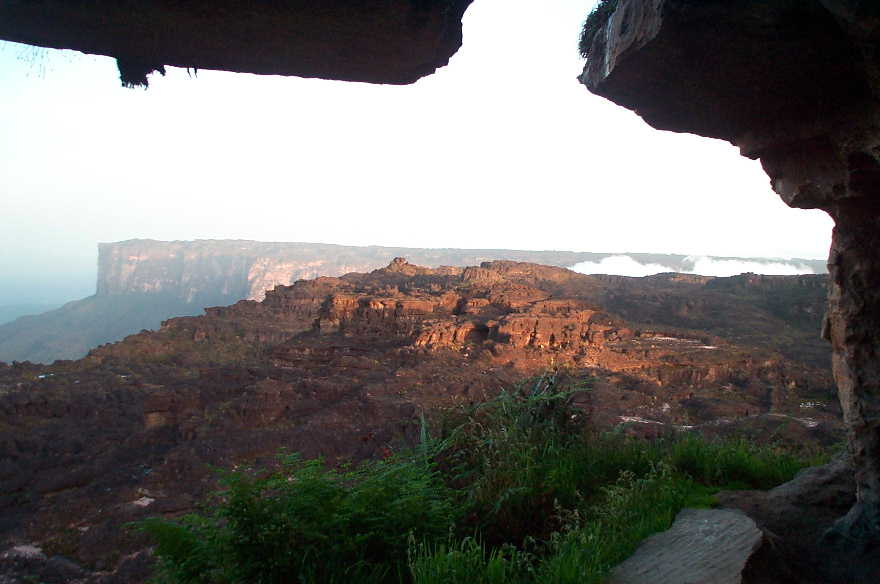
Vista del Tepuy Kukenam

Los tepuyes se presentan en gran cantidad en el escudo guayanés, que es una región geográfica ubicada al noreste de América del Sur. Se trata de una formación geológica muy antigua, siendo una de las zonas más antiguas de la Tierra, y que se extiende por Venezuela en la Guayana venezolana, Brasil y los países conocidos como las Guayanas (Guyana, Surinam y la Guayana Francesa). 
Ha sido erosionado intensamente hasta quedar convertido en una penillanura, la cual asoma hacia el norte y hacia el suroeste (penillanura del Casiquiare). Hacia el sureste, gran parte del basamento fue cubierto por capas sedimentarias dispuestas horizontalmente, en cuya constitución sobresalen areniscas y conglomerados. Estos depósitos sedimentarios alcanzaron gran espesor y constituyen la formación Roraima, responsable de la presencia de altiplanos o mesetas, llamadas tepuy. 
Al norte del paralelo de los 6° de latitud norte, encontramos un relieve configurado por llanuras formadas como consecuencia de una gran actividad erosiva. Estas llanuras son diferentes de otras de formación aluvial, tanto por su constitución geológica como por su aspecto general. Al noreste se configura un relieve de colinas, sierras y altiplanicies, donde destacan la sierra de Imataca y la altiplanicie de Nuria, cuyas alturas oscilan entre los 1000 y los 2000 m s. n. m.; aquí el relieve está constituido por cuarcitas ferruginosas o itabiritas, que son rocas metamórficas con un alto contenido de hierro, lo que explica la existencia de abundantes reservas de este mineral en el área. 

Mapa del macizo guayanés y sus principales sierras y tepuyes

Sus límites son el río Orinoco al norte y al oeste, y la selva Amazónica al sur. Tiene una forma casi circular y está constituido, desde el punto de vista geológico, por un macizo o escudo antiguo de la era precámbrica, con una cobertura sedimentaria también muy antigua, formada por areniscas y cuarcitas muy resistentes a la erosión. Esta cobertura sufrió un levantamiento y plegamiento casi desde el mismo momento de formación de la Tierra, lo cual ha originado unas mesetas muy elevadas y de pendientes verticales, denominadas tepuyes. 
El Orinoco, que nace de un tepuy localizado en el estado del Amazonas al suroeste de Venezuela, es uno de los ríos más importantes del mundo, no tanto por su longitud y caudal (2140 km y algo más de 30 000 m³/s) ni por la extensión de su cuenca (un millón de km²), y ni siquiera por las peculiaridades que encierra, sino por su importancia histórica y económica, y la significación que ha tenido para Venezuela, país en el que se extiende la mayor parte de su cuenca, con casi las dos terceras partes de la misma. Es probablemente el río más caudaloso del mundo con relación a su cuenca, similar en extensión a la del río Danubio, pero con un caudal que quintuplica al de este último río. 

No creo que se sepa en el mundo de río tan grande y tan fondo (Cristóbal Colón)

## Flora y fauna

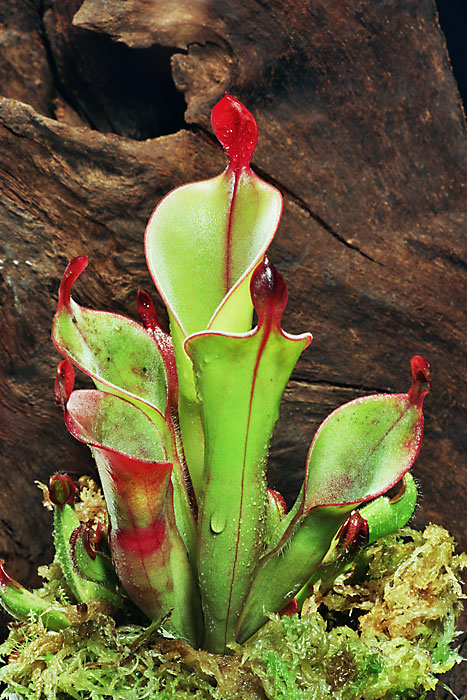
Los tepuyes son asiento de diversas plantas carnívoras. En la imagen, Heliamphora chimantensis, planta carnívora descubierta en el año 2001, en el tepuy de Chimantá, Venezuela

El tope de las mesetas está casi completamente aislado de la selva circundante. Por un lado, la altitud causa una importante diferencia climática con las llanuras más bajas: este clima es típicamente intertropical, con elevadas temperatura y humedad, mientras que la planicie superior puede llegar a ser aún más lluviosa pero mucho más fresca. 
Por otro lado, la extrema verticalidad de las paredes, la presencia de cornisas insalvables y la humedad de las rocas dificulta bastante la migración entre la base y la cima y viceversa. Estos factores han determinado la aparición de flora y fauna endémicas (un endemismo es una especie biológica exclusiva de un lugar, área o región geográfica, y que no se encuentra de forma natural en ninguna otra parte del mundo).
En efecto, el singular proceso evolutivo resultante ha dado origen a numerosas especies animales y vegetales únicas en el mundo, por lo que los tepuyes son habitualmente apodados «las Galápagos de tierra firme».
Dada la imposibilidad de acumulación de humus debido al viento y la accidentada constitución del terreno, el suelo de estas mesetas es pobre en nutrientes, lo que ha generado una variedad particularmente acentuada de plantas carnívoras. 
La vegetación de los tepuyes está expuesta a rigurosas condiciones climáticas que varían desde intensas precipitaciones a una elevada radiación solar en días despejados, unidos a fuertes vientos, escasez de nutrientes y bajas temperaturas. Por eso, gran parte de la flora tepuyana es endémica de estos parajes, y en general las plantas presentan notables modificaciones o adaptaciones para sobrevivir. 
Los tepuyes de la Gran Sabana se caracterizan por tener sus cumbres dominadas por superficies rocosas, limitando la presencia de las plantas a las grietas y hendiduras de la roca, ya que en estos lugares suelen acumularse suelos incipientes que favorecen su desarrollo. La heliámphora atrae a los Insectos con sus vistosas hojas.
Esta especie es tan primitiva que no segrega enzima digestiva (como otras plantas insectívoras). Se vale de bacterias para descomponer a sus presas. Las larvas de un mosquito prosperan en esta diminuta piscina llena de nutrientes (dentro de la flor) que luego saldrán volando de esta trampa para insectos.
En el estrato superior de los extensos bosques del piedemonte crecen numerosas especies de orquidáceas y Bromeliáceas. Estas características dan a las mesetas un marcado interés para los biólogos evolucionistas: numerosas especies todavía no han sido clasificadas, y probablemente queden aún muchas por descubrir. 
En particular, algunos tepuyes están perennemente cubiertos por gruesas capas de nubes (como sucede en el Pico de la Neblina), y sólo han sido fotografiados por radar desde helicópteros. Algunas de estas formaciones aún no han sido holladas por el pie humano; su fauna es muy diversa, destacando el oso hormiguero, el jaguar (Panthera onca), la nutria gigante (Pteronura brasiliensis), el zorro, armadillos gigantes y los monos araguatos; entre las aves, el águila arpía (Harpia harpyja), el halcón palomero, la guacamaya enana y el colibrí.
Entre los reptiles se encuentran la tragavenado (Boa constrictor), la anaconda (Eunectes murinos) y la cuaima piña (Lachesis muta muta). Numerosas especies de anfibios habitan en las zonas húmedas, como el sapito minero Dendrobates leucomelas.

## Canaima

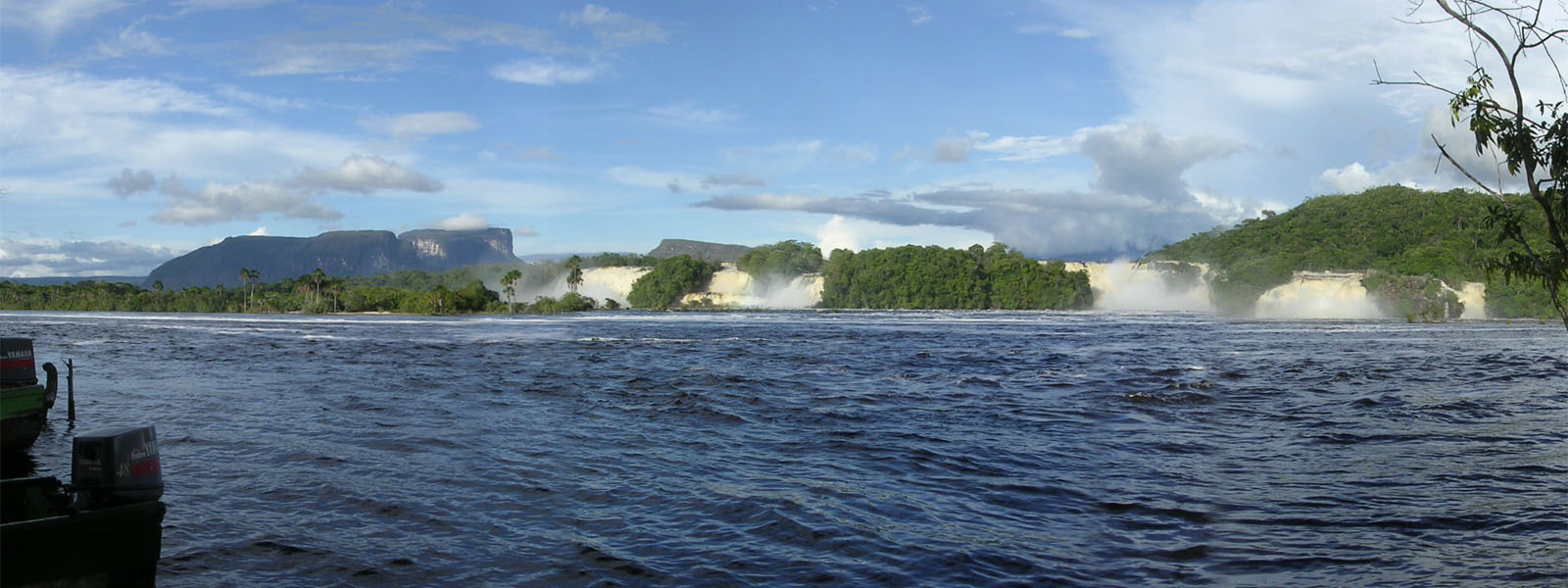
Parque nacional Canaima

En 1994 el parque nacional Canaima fue nombrado Patrimonio de la Humanidad por la Unesco, por ser una reserva natural que cuenta con relieves abruptos especiales y únicos en todo el mundo, los tepuy, que son especies de mesetas de miles de millones de años de antigüedad, con paredes verticales y cimas casi planas. Los tepuyes más conocidos son el Monte Roraima, el más alto y fácil de escalar de todo el parque, y el Auyan-tepui, el más visitado, pues en este se encuentra la catarata o caída de agua más alta del mundo, el Salto Ángel.
Se dice que los tepuy son rocas areniscas y datan del período en que América y África formaban un supercontinente. A este tipo de relieve se le conoce comúnmente como Macizo Guayanés. El parque está habitado por los indígenas pemones. Estos tienen una relación con los tepuy, pues creen que son el hogar de los espíritus "Mawari". El parque está en un sitio alejado de la civilización.  Cuenta con pocas carreteras que conecten con otras ciudades cercanas, como Ciudad Guayana. El medio de transporte más común para recorrerlo es a través de canoas. 
El parque incluye la totalidad de la cuenca de la margen derecha del río Caroní, y dos de los saltos de agua más altos del mundo, el salto Ángel y el Kukenán y gran cantidad de cataratas de menor altura.. Algunas especies vegetales endémicas están categorizadas como "carnívoras", que encuentran de este modo, una provisión de alimentos (insectos, principalmente) que son tan escasos en las cumbres. Estas formaciones tienen una edad geológica que oscila entre 1500 y 2000 millones de años, lo que las convierte en unas de las formaciones más antiguas del planeta. 
Se extiende sobre 30 000 km² hasta la frontera con Guyana y Brasil, por su tamaño es considerado el sexto parque nacional más grande del mundo. Cerca de 65 % del parque está ocupado por mesetas de roca llamadas tepuyes. Estos constituyen un medio biológico único, presentando también un gran interés geológico. Posee una fauna muy variada, la cual está distribuida a lo largo del parque de acuerdo a múltiples factores ambientales como la altura y el tipo de vegetación. Existen más de 300 especies endémicas.

## Tepuyes especialmente significativos

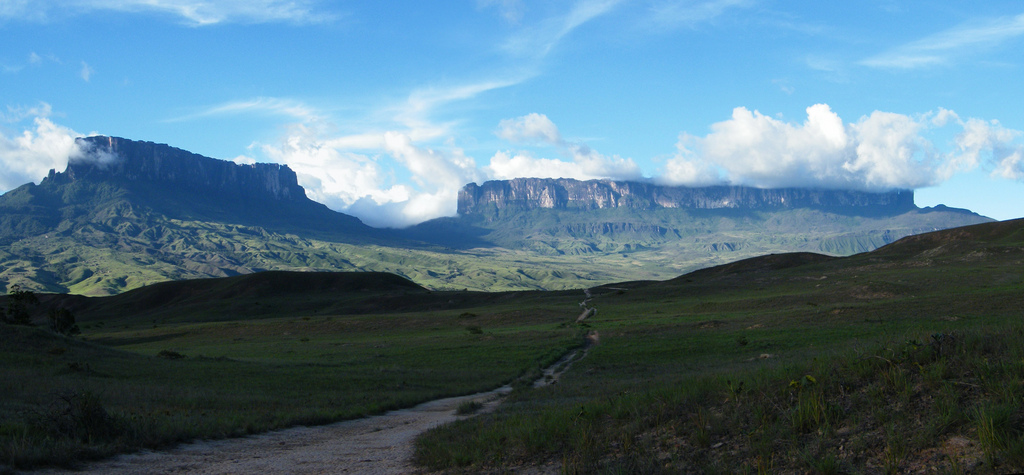
Ruta hacia el Kukenan Roraima

Algunos de las más notables mesas son:
- Autanatepui. El Autanatepui sobresale 1300 m sobre el suelo selvático vecino. En su superficie se observan enormes hoyos de unos 400 metros de profundidad. Se ha sugerido que podría tratarse de cavernas cuyas bóvedas colapsaron. Contiene una abertura muy angosta pero que atraviesa el tepuy por su parte más angosta. A través de dicha abertura pasó de un lado al otro un avión ultraliviano en una de las aventuras más arriesgadas de que se tenga noticia, que fue filmada en un programa de TV llamado Expedición.
- Auyan-tepui. Esta meseta tiene una superficie de 700 km². Desde su cima se precipita la cascada más alta del mundo: el Salto Ángel.
- Kukenan-tepui. Considerada una montaña sagrada por los nativos. Desde 1997 no puede ser escalada.
- Neblinatepui, el más alto de todos los tepuyes y la montaña más alta de Brasil.  también es conocido como el Pico da Neblina.
- Ptaritepui. Las paredes rocosas de esta meseta son tan abruptas que se supone que un número particularmente elevado de nuevas especies podría ser encontrado allí.
- Roraima-tepui, también conocida como Roraima. Un reporte de Robert Hermann Schomburgk, famoso investigador y explorador de Sudamérica inspiró al autor inglés Arthur Conan Doyle para su novela El mundo perdido, que trata sobre el descubrimiento de un mundo prehistórico lleno de dinosaurios y plantas primitivas.
- Sarisariñama. Situada en el parque nacional Jaua-Sarisariñama en el extremo sureste del estado venezolano de Bolívar. La característica más distintiva y peculiar de este tepuy de 2300 metros de altura es la presencia de simas casi perfectamente circulares que son un misterio para los geólogos.
- Cerro Duida-Cerro Marahuaca: ubicadas en el estado Amazonas, ambas con 2400 m y 2700 m respectivamente, en sus faldas viven las comunidades indígenas Yekuana y Yanomami, se encuentran mayormente inexploradas.
- Cerro Huachamacare: con 2300 m de altura en sus paredes verticales se desarrolla vida vegetal endémica y se precipitan impresionantes saltos de agua; se ubica en el estado Amazonas.